# Coleophora auropurpuriella
Coleophora auropurpuriella é uma espécie de mariposa do gênero Coleophora pertencente à família Coleophoridae.